# Anna Felnhofer

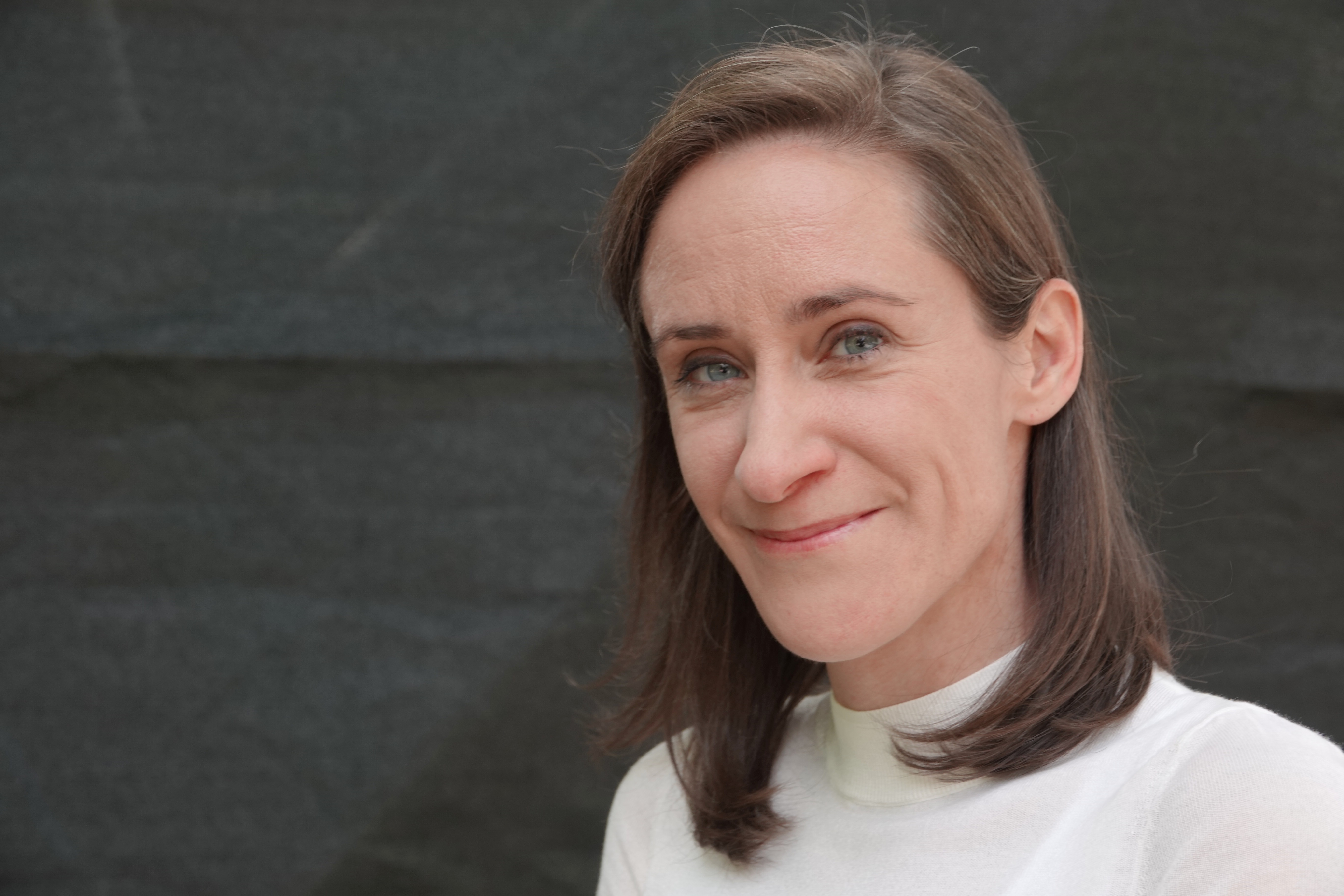
Anna Felnhofer beim Ingeborg Bachmann-Preis 2023

Anna Felnhofer (* 1984 in Wien) ist eine österreichische Psychologin und Schriftstellerin.

## Leben
Anna Felnhofer studierte ab 2003 Psychologie an der Universität Wien, das Studium schloss sie 2011 mit einer Diplomarbeit zum Thema Informed Consent bei Demenz als Magistra ab. Im Rahmen des Erasmus-Programmes verbrachte sie das Studienjahr 2007/08 an der Universität Warschau. 2015 promovierte sie an der Universität Wien mit der Dissertation Presence in virtual environments: examining the role of gender and emotion im Fach Klinische Psychologie zur Doktorin.
An der Universitätsklinik für Kinder- und Jugendheilkunde der Medizinischen Universität Wien ist sie als Wissenschaftlerin und Klinische Psychologin tätig. 2019 gründete sie das Pediatric Virtual Reality Laboratory (PedVR-Lab), das sich mit der Erforschung des Erlebens und Verhaltens in Virtuellen Realitäten (VR) beschäftigt und VR-basierte Interventionen für den Einsatz im klinischen Setting entwickelte, etwa zur Schmerz- und Stressreduktion bei Operationen und für die Therapie von stressassoziierten Störungen. Außerdem beschäftigt sie sich mit der Prävention und Therapie problematischer Mediennutzung bei Kindern und Jugendlichen.
Neben ihrer wissenschaftlichen Tätigkeit veröffentlichte sie Erzählungen und Kurzprosa in literarischen Zeitschriften wie Podium, Sterz, Am Erker, Konzepte und Lichtungen. 2018 gelangte ihr Text Parallaxe auf die Shortlist des FM4 Wortlaut Kurzgeschichten-Wettbewerbs, 2020 belegte sie beim Emil-Breisach Literaturpreis der Akademie Graz den 2. Platz mit der Erzählung Quantenschaum. 2021 erhielt sie den mit 8.000 Euro dotierten Franz-Tumler-Literaturpreis für ihren im Luftschacht-Verlag veröffentlichten Debütroman Schnittbild, der sich mit Grenzüberschreitungen in der psychologischen Therapie beschäftigt. Schnittbild erhielt außerdem die Buchprämie der Stadt Wien und wurde für den Debütpreis des Österreichischen Buchpreises 2021 nominiert.
Auf Einladung von Brigitte Schwens-Harrant las sie im Rahmen der 47. Tage der deutschsprachigen Literatur ihren Text Fische fangen, für den sie mit dem Deutschlandfunkpreis ausgezeichnet wurde.

## Publikationen (Auswahl)
Als Autorin
- 2020: Therapie-Tools Problematische Mediennutzung im Kindes- und Jugendalter, mit Oswald D. Kothgassner und Stéphanie Galliez, Beltz, Weinheim/Basel 2020, ISBN 978-3-621-28780-7
- 2021: Schnittbild, Luftschacht Verlag, 2021 Wien, ISBN 978-3-903081-86-4
- 2022: Therapie-Tools – Selbstwert bei Kindern und Jugendlichen mit Claudia Klier und Stéphanie Galliez, Beltz, Weinheim/Basel 2022, ISBN 978-3-621-28916-0

Als Herausgeberin
- 2011: Ethik in der Psychologie, mit Oswald D. Kothgassner und Ilse Kryspin-Exner, Facultas, Wien 2011, ISBN 978-3-8252-8465-7
- 2014: Challenging Presence: Proceedings of the International Society for Presence Research 15th International Conference on Presence, mit Oswald D. Kothgassner, Facultas, Wien 2014, ISBN 978-3-7089-1081-9
- 2018: Klinische Cyberpsychologie und Cybertherapie, mit Oswald D. Kothgassner, Facultas, Wien 2018, ISBN 978-3-8252-4894-9

## Auszeichnungen und Nominierungen
- 2018: Shortlist FM4 Wortlaut Literaturwettbewerb für Parallaxe[1]
- 2020: Emil-Breisach-Literaturpreis der Akademie Graz für Quantenschaum (2. Platz)
- 2021: Buchprämie der Stadt Wien für Schnittbild
- 2021: Österreichischer Buchpreis – Shortlist Debüt für Schnittbild
- 2021: Franz-Tumler-Literaturpreis für Schnittbild
- 2023: Deutschlandfunkpreis beim Ingeborg-Bachmann-Wettbewerb für Fische fangen[9]
- 2024: Floriana: 2. Platz mit Biskuit[10]
- 2025: Elias-Canetti-Stipendium[11]